# Eublemmoides duplexa
Eublemmoides duplexa là một loài bướm đêm trong họ Erebidae.